# Gare de Lustin
La gare de Lustin est une gare ferroviaire belge de la ligne 154, de Namur à Dinant, située à Lustin section de la commune de Profondeville, dans la province de Namur en région wallonne.
Elle est mise en service en 1862 par la Compagnie du Nord - Belge. L'ancien bâtiment est détruit en 1982 et le nouveau est fermé en 1993.
C'est une halte voyageurs de la Société nationale des chemins de fer belges (SNCB) desservie par des trains InterCity, (IC) Omnibus (L) et d'Heure de pointe (P).

## Situation ferroviaire
Établie à 91 mètres d'altitude, la gare de Lustin est située au point kilométrique (PK) 14,00 de la ligne 154, de Namur à Dinant, entre les gares ouvertes de Jambes et de Godinne. 

## Histoire
La station de Lustin est mise en service le 5 février 1862 par la Compagnie du Nord - Belge, lorsqu'elle ouvre à l'exploitation la section de Namur à Dinant. Le bâtiment voyageurs est un modèle type de la compagnie avec un corps central à trois ouvertures et un étage, deux ailes à une ouverture sont accolées. 
En 1864 Lustin - Profondeville est la troisième station de la ligne qui rejoint la frontière et Givet en France. Elle dessert les villages de Lustin et de Profondeville, à 14 kilomètres de Namur et 36 km de Givet. Quotidiennement il y a quatre trains pour Dinant et trois pour Givet, le temps de parcours entre Namur et Givet est d'environ 1 h 20.
L'ancien bâtiment de la Compagnie du Nord - Belge est détruit en 1982, pour laisser la place à un nouvel édifice de conception moderne.
La suppression du guichet et la fermeture du bâtiment voyageurs intervient cependant dès le 23 mai 1993.

## Service des voyageurs

### Accueil
Halte SNCB, c'est un point d'arrêt non géré (PANG) à accès libre.

### Desserte
Lustin est desservie par des trains de la SNCB : InterCity (IC), Omnibus (L) et d'Heure de pointe (P) qui effectuent des missions sur la ligne 154 Namur - Dinant.
En semaine, la desserte est constituée de trains IC-17 entre Dinant et Brussels Airport-Zaventem ainsi que de trains L entre Namur et Libramont, circulant toutes les heures et renforcés, le matin, par un train P de Bertrix à Namur.
Les week-ends et jours fériés, la desserte comprend des trains IC-17 entre Dinant et Bruxelles-Midi, circulant toutes les heures, ainsi que des trains L entre Namur et Libramont, toutes les deux heures.

### Intermodalité
Un parc pour les vélos et un parking pour les véhicules y sont aménagés. 
Elle est desservie par des bus[Lesquels ?]. Un minibus assure la liaison entre la gare et le CHU Mont-Godinne.

## Comptage voyageurs
Ce graphique et tableau montre le nombre de voyageurs embarquant en moyenne durant la semaine, le samedi et le dimanche.
| Nombre de passagers qui embarquent à la gare de Lustin | Nombre de passagers qui embarquent à la gare de Lustin | Nombre de passagers qui embarquent à la gare de Lustin | Nombre de passagers qui embarquent à la gare de Lustin |
|                                                        | Semaine                                                | Samedi                                                 | Dimanche                                               |
| ------------------------------------------------------ | ------------------------------------------------------ | ------------------------------------------------------ | ------------------------------------------------------ |
| 1977                                                   | 133                                                    | 70                                                     | 49                                                     |
| 1978                                                   | 177                                                    | 76                                                     | 75                                                     |
| 1979                                                   | 173                                                    | 74                                                     | 90                                                     |
| 1980                                                   | 190                                                    | 84                                                     | 69                                                     |
| 1981                                                   | 201                                                    | 83                                                     | 108                                                    |
| 1982                                                   | 198                                                    | 85                                                     | 130                                                    |
| 1983                                                   | 233                                                    | 89                                                     | 91                                                     |
| 1984                                                   | 199                                                    | 73                                                     | 89                                                     |
| 1985                                                   | 185                                                    | 52                                                     | 94                                                     |
| 1986                                                   | 206                                                    | 122                                                    | 100                                                    |
| 1987                                                   | 199                                                    | 87                                                     | 84                                                     |
| 1988                                                   | 230                                                    | 74                                                     | 122                                                    |
| 1989                                                   | 262                                                    | 78                                                     | 98                                                     |
| 1990                                                   | 242                                                    | 107                                                    | 98                                                     |
| 1991                                                   | 219                                                    | 69                                                     | 68                                                     |
| 1992                                                   | 247                                                    | 71                                                     | 95                                                     |
| 1993                                                   | 266                                                    | 93                                                     | 82                                                     |
| 1994                                                   | 292                                                    | 124                                                    | 117                                                    |
| 1995                                                   | 216                                                    | 99                                                     | 98                                                     |
| 1996                                                   | 285                                                    | 64                                                     | 80                                                     |
| 1997                                                   | 281                                                    | 110                                                    | 112                                                    |
| 1998                                                   | 308                                                    | 87                                                     | 132                                                    |
| 1999                                                   | 279                                                    | 86                                                     | 128                                                    |
| 2000                                                   | 351                                                    | 151                                                    | 196                                                    |
| 2001                                                   | 341                                                    | 131                                                    | 108                                                    |
| 2002                                                   | 314                                                    | 112                                                    | 110                                                    |
| 2003                                                   | 214                                                    | 120                                                    | 149                                                    |
| 2004                                                   | 230                                                    | 100                                                    | 145                                                    |
| 2005                                                   | 282                                                    | 152                                                    | 148                                                    |
| 2006                                                   | 294                                                    | 98                                                     | 85                                                     |
| 2007                                                   | 282                                                    | 102                                                    | 118                                                    |
| 2008                                                   | -                                                      | -                                                      | -                                                      |
| 2009                                                   | 386                                                    | 174                                                    | 152                                                    |
| 2010                                                   | -                                                      | -                                                      | -                                                      |
| 2011                                                   | -                                                      | -                                                      | -                                                      |
| 2012                                                   | 389                                                    | 136                                                    | 163                                                    |
| 2013                                                   | 426                                                    | 174                                                    | 218                                                    |
| 2014                                                   | 516                                                    | 127                                                    | 144                                                    |
| 2015                                                   | 378                                                    | 160                                                    | 182                                                    |
| 2016                                                   | 418                                                    | 121                                                    | 220                                                    |
| 2017                                                   | 419                                                    | 154                                                    | 214                                                    |
| 2018                                                   | 386                                                    | 134                                                    | 90                                                     |
| 2019                                                   | 392                                                    | 183                                                    | 173                                                    |
| 2020                                                   | 240                                                    | 115                                                    | 131                                                    |
| 2021                                                   | -                                                      | -                                                      | -                                                      |
| 2022                                                   | 495                                                    | 246                                                    | 293                                                    |
| 2023                                                   | 419                                                    | 194                                                    | 210                                                    |
| 2024                                                   | 501                                                    | 296                                                    | 282                                                    |

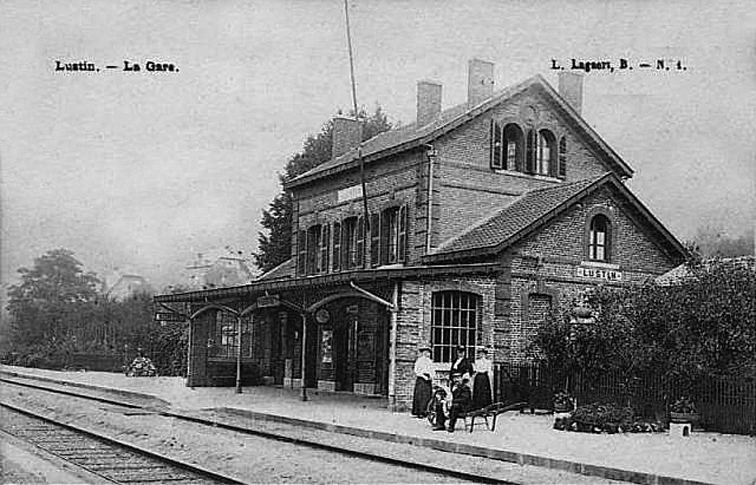
La gare vers 1900.
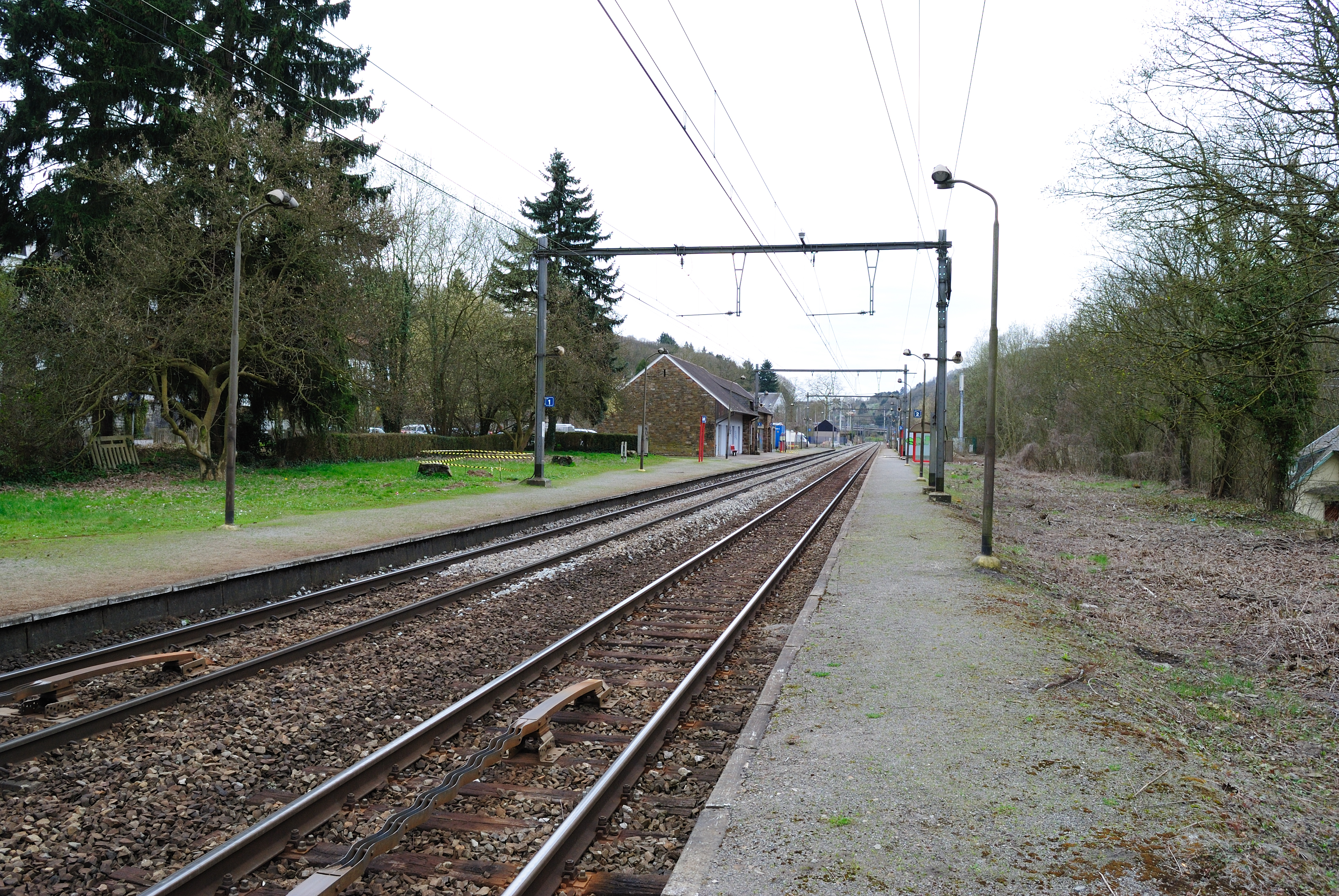
Voies et quais.
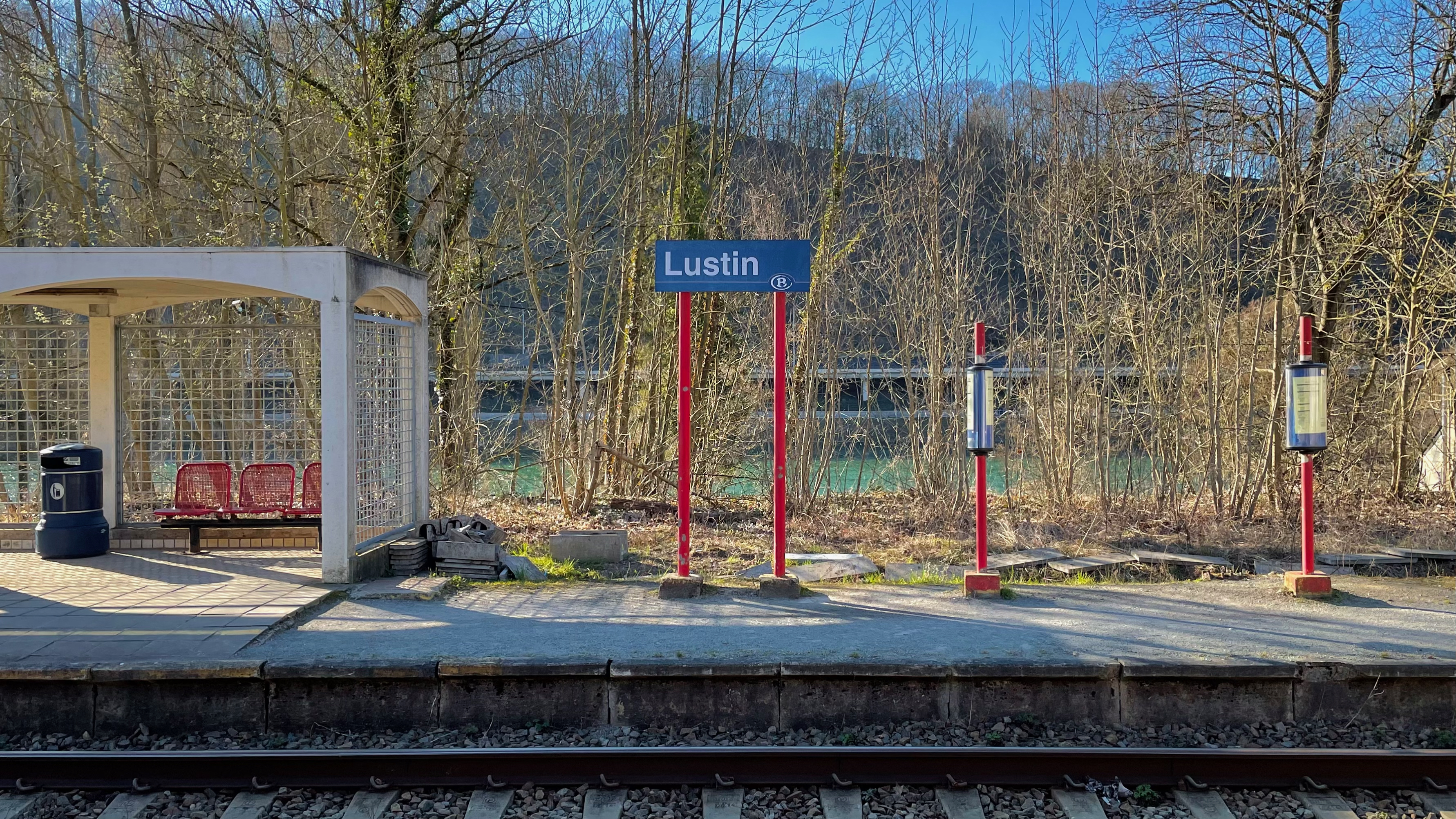
Nouvel abri de quai.